# Pfarrkirche Stixneusiedl

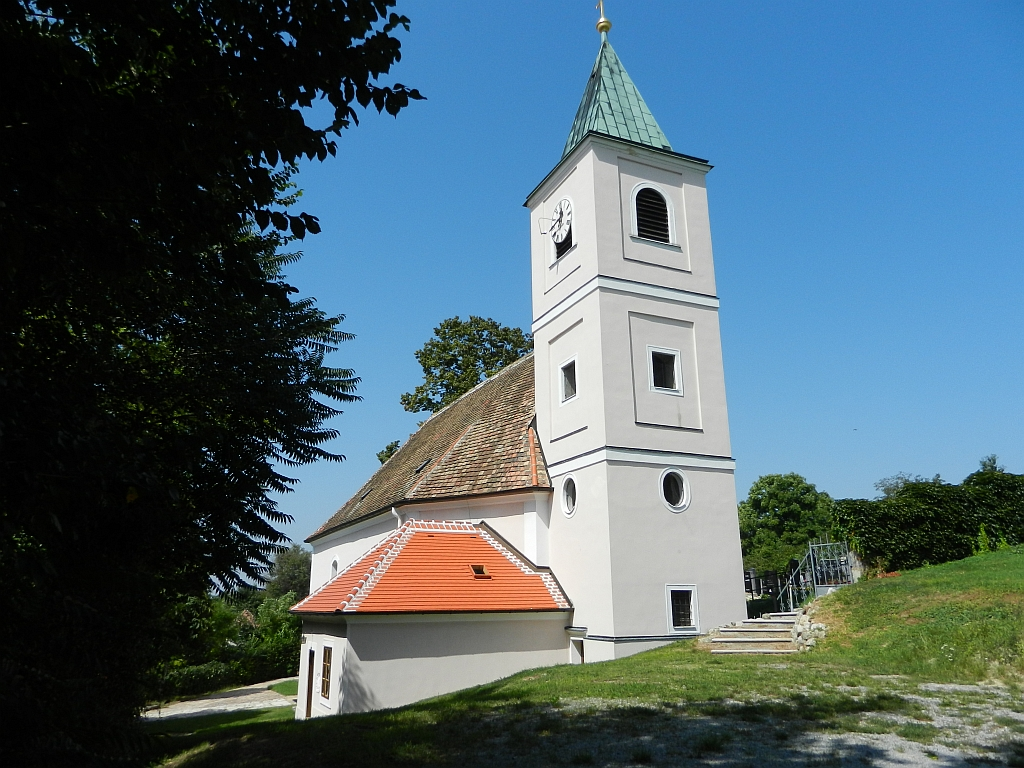
Katholische Pfarrkirche Hll. Peter und Paul in Stixneusiedl

Die Pfarrkirche Stixneusiedl steht weithin sichtbar erhöht am Nordrand des Ortes Stixneusiedl in der Marktgemeinde Trautmannsdorf an der Leitha im Bezirk Bruck an der Leitha in Niederösterreich. Die dem Doppel-Patrozinium Peter und Paul unterstellte römisch-katholische Pfarrkirche gehört zum Dekanat Bruck an der Leitha im Vikariat Unter dem Wienerwald der Erzdiözese Wien. Die Kirche steht unter Denkmalschutz (Listeneintrag).

## Geschichte
Im Turmerdgeschoß werden Teile eines älteren Kapellenbaues angenommen. Die josephinische Saalkirche wurde 1786 erbaut. 1782/1793 wurde die Pfarre gegründet. 1972 war eine Restaurierung.

## Architektur
Die josephinische Saalkirche hat einen Dreiseitchor und einen viergeschoßigen Ostturm. Nach Norden schließt ein Friedhof an. Die Friedhofskapelle aus 1789 wurde 1989 restauriert. Der Zugang vom Ort zur Kirche erfolgt über eine Steintreppe mit barocken Postamenten 1632 in sekundärer Verwendung.
Das Kirchenäußere zeigt schlichte Fassaden mit Segmentbogenfenster unter einem Ziegelwalmdach. An der Langhaussüdwand steht ein übergiebelter Portalanbau. Südlich des Chores ist eine eingeschoßige Sakristei angebaut. Der Turm mit einer Putzrahmengliederung hat Rundluken und quadratische Fenster, er trägt einen Pyramidenhelm.
Das Kircheninnere zeigt ein Langhaus und einen Chor unter einer einheitlichen Flachdecke. Die Westempore mit einer ornamentalen Brüstung steht auf Holzsäulen.

## Ausstattung
Der Hochaltar wurde 1885 aus dem Wiener Stephansdom hierher übertragen, angeblich mit der Grabplatte des Sebastian Leberwurst 1642. Der doppelte Retabelaltar mit einem Gemälde- bzw. Säulenaufbau trägt Engelsfiguren von Matthias Steinl, an der Predella nennt eine Inschrift die Stiftung durch Michael Kurz 1708. Das Hochaltarbild Erzengel Michael stürzt den Teufel von Johann Michael Rottmayr auf Kupfer gemalt entstand nach 1708, am Auszug stehen die Figuren der Heiligen Valentin, Maximilian und Pantaleon.
Die Orgel baute Karl Neusser 1893. Eine Glocke nennt Franz Zechenter 1716.